# Privatização
Privatização ou desestatização é o processo de venda de uma empresa ou instituição do setor público — que integra o patrimônio do Estado — para o setor privado, geralmente por meio de leilões públicos. Alguns exemplos incluem abastecimento de água, transporte público e administração de rodovias.
No Brasil, o processo de desestatização se tornou frequente nos anos 90, com a intenção de abrir a economia ainda fechada herdada da ditadura militar e conseguir recursos para o estado. Com o passar do tempo, usualizaram-se as parcerias público-privadas (PPP).

## Etimologia
O termo 'privatizar' apareceu pela primeira vez em inglês, entre aspas, no New York Times, em abril de 1923, na tradução de um discurso alemão referente ao potencial das ferrovias estatais alemãs serem compradas por empresas americanas. Em alemão, a palavra Privatisierung tem sido usada pelo menos desde o século XIX. Em última análise, a palavra chegou ao alemão através do francês do latim privatus.
O termo reprivatização, novamente traduzido diretamente do alemão (Reprivatisierung), foi usado com frequência em meados da década de 1930, quando o Economist relatou a venda de bancos nacionalizados pela Alemanha nazista de volta aos acionistas públicos após a crise econômica de 1931.
A palavra tornou-se comum no final dos anos 1970 e início dos anos 1980, como parte das políticas econômicas de Margaret Thatcher. Ela estava se baseando no trabalho do MP pró-privatização, David Howell especialista em administração austríaco-americano Peter Drucker, que se baseava no livro de 1969 do, The Age of Discontinuity.

## Aspectos gerais
Privatização é um processo da concessão ou venda de empresas estatais produtoras de bens e/ou de serviços. Estes podem ou não enquadrar-se como sendo estratégicos e/ou essenciais (por exemplo: fornecimento de água tratada e coleta de esgotos, de energia elétrica, de telefonia fixa, de gás canalizado, e outros). Há também sob a administração do Estado, instituições tais quais o setor de Previdência social.
Para se compreender corretamente as privatizações, é necessário retrocedermos algumas décadas às doutrinas econômicas de Adam Smith, uma vez que as privatizações são uma releitura moderna daquela doutrina, como nos aponta Kwamina (1988). Embora a "privatização" possa ter-se constituído num novo burburinho, Pack (1987:532) nos afirma que é importante reconhecer que ela não é um fenômeno novo.
Enquanto para os economistas ortodoxos a privatização representa um conceito hegemônico, outras disciplinas veem esse fenômeno sob diversos ângulos. Assim, Feigenbaum e Henig (1994) encaram a privatização como um fenômeno fundamentalmente político - e não econômico, administrativo ou fiscal.
Na opinião de economistas liberais, como o "Prémio de Ciências Económicas" Milton Friedman, seus objetivos principais são obter maior eficiência, reduzir despesas e gerar recursos. Para Friedman, os governos deveriam vender suas empresas estatais.
Os que se opõem às privatizações indiscriminadas de serviços públicos essenciais como o de fornecimento de água e coleta de esgotos e de geração, transmissão e de distribuição de energia elétrica, telefonia fixa e gás canalizado e outros argumentam que toda empresa privada tem como principal foco o lucro, e este, muitas vezes, vai de encontro à necessidade de prover a pessoas de baixo poder aquisitivo estes serviços fundamentais.
O Banco Mundial, no capítulo 6 de seu relatório Economic Growth in the 1990s: Learning from a Decade of Reform de 2005, declara que muitos observadores questionam agora se a privatização e a desregulamentação não teriam ido longe demais. A insatisfação atual não está limitada a países como a Confederação Russa, onde uns poucos indivíduos privilegiados e bem relacionados politicamente assenhorearam-se do controle de várias empresas a preços vis. Segundo o Banco Mundial, numa pesquisa conduzida em 2002 em 17 países da América Latina, dois terços dos entrevistados consideraram que "a privatização de empresas públicas não foi benéfica" (43% a mais do que na mesma pesquisa em 1998)".

## Formas da privatização
Existem cinco métodos principais de privatização:
1. Emissão de ações de privatização (SIP) - venda de ações no mercado de ações.
2. Venda de ativos de privatização - a venda de toda a organização (ou parte dele) para um investidor estratégico, geralmente por leilão ou usando o modelo Treuhand.
3. Vale-privatização - a distribuição de ações de propriedade de todos os cidadãos, geralmente de graça ou a um preço muito baixo.
4. Privatização por baixo - startup de novas empresas privadas em países outrora socialistas.
5. Privatização por concessão - Quando se vende uma cota de exploração de algum recurso do país. Geralmente se trata de licenças de radiofusão ou de exploração mineral.

A escolha do método de venda é influenciada pelo mercado de capitais, política e fatores específicos das empresas. são mais propensos a serem usados quando os mercados de capitais são menos desenvolvidos ou em desenvolvimento e há menor desigualdade de renda. As emissões podem ampliar e aprofundar os mercados de capitais domésticos, aumentando a liquidez e potencialmente o crescimento econômico, mas se os mercados de capitais não estão suficientemente desenvolvidos, pode ser difícil encontrar compradores suficientes, e os custos de transação (por exemplo, depreciamento obrigatório) podem ser maiores. Por esta razão, muitos governos eleitos para anúncios em mercados mais desenvolvidos e líquidos, por exemplo Euronext, e os de Londres, Nova Iorque e Hong Kong bolsas de valores. Como resultado do maior risco político da moeda dissuadir os investidores estrangeiros, a venda de ativos ocorre mais comumente em países em desenvolvimento. Vale privatização ocorreu principalmente nas economias em transição da Europa Central e de Leste, como a Rússia, a Polônia, a República Checa e a Eslováquia. Além disso, a privatização abaixo é um tipo importante de crescimento econômico nas economias em transição. Um benefício substancial das privatizações é que os licitantes competem para oferecer o preço mais alto, criando renda para o Estado, além de receitas fiscais. Por outro lado, pode ser uma verdadeira transferência de ativos para a população em geral, a criação de um verdadeiro sentimento de participação e inclusão. Se a transferência de vales é permitido, um mercado em vales poderia ser criado, com empresas que oferecem dinheiro para pagar por eles.[carece de fontes?]

## História
A história da privatização provavelmente se inicia na Grécia Antiga, quando os governos contratavam quase tudo do setor privado. Na República Romana indivíduos e empresas privadas realizavam a maioria dos serviços, incluindo a cobrança de impostos sobre a agricultura, fornecimentos ao Exército e construção de vias públicas. No entanto, o Império Romano também criou empresas estatais. Alguns estudiosos sugerem que o custo da burocracia foi uma das razões para a queda do Império Romano.
Talvez um dos primeiros movimentos ideológicos para a privatização veio durante China na idade de ouro da dinastia Han. O Taoismo entrou em destaque pela primeira vez em nível estadual, e defendeu o laissez-faire princípio do Wu wei (无为), que literalmente significa "não fazer nada". Os governantes foram aconselhados pelo clero taoista que um estadista forte deveria ser praticamente invisível.
Durante o Renascimento, a maior parte da Europa estava ainda em grande parte seguindo o modelo econômico feudal. Por outro lado, a dinastia Ming na China começou mais uma vez a prática de privatização, especialmente no que diz respeito às suas indústrias. Esta foi uma inversão das políticas anteriores da Dinastia Song, que preferiu um controle estatal mais rigoroso.
Uma das primeiras privatizações do século XX na Europa aconteceu sob o governo bolchevique na Rússia, quando em dezembro de 1922 durante a abertura do 10o Pan-Russian Congress of Soviets em Moscou foi lido o relatório preparado por Lênin citando que um novo programa econômico seria implantado (NEP), no qual seriam privatizados o comércio interno, as pequenas indústrias e o setor agrícola, permanecendo sob o controle estatal o comércio com o exterior, a indústria pesada e os bancos. No congresso foi anunciado que 25 concessões tinham sido aprovadas, incluindo concessões para exploração de petróleo e que outras 250 estavam em fase de estudo. Lênin citou que:
É de vital importância concluir estes acordos porque a nossa crise econômica é tão grande que sozinhos não conseguiremos reabilitar a nossa economia.
O 10o Congresso foi acompanhado por liberações econômicas e a introdução de uma economia mista no qual foi privatizado o comércio interno, as pequenas indústrias e parte do setor agrícola.
Posteriormente a doutrina da privatização foi praticada e promovida pelas administrações Ford, Carter e Reagan nos Estados Unidos e pela administração Thatcher no Reino Unido e utilizada pela administração de Benito Mussolini na Itália para balancear o orçamento público e pela administração Adolf Hitler na Alemanha, ao ser implementada dentro de um aumento do controle do Estado através de regularizações e influência política.

### Privatização no Brasil

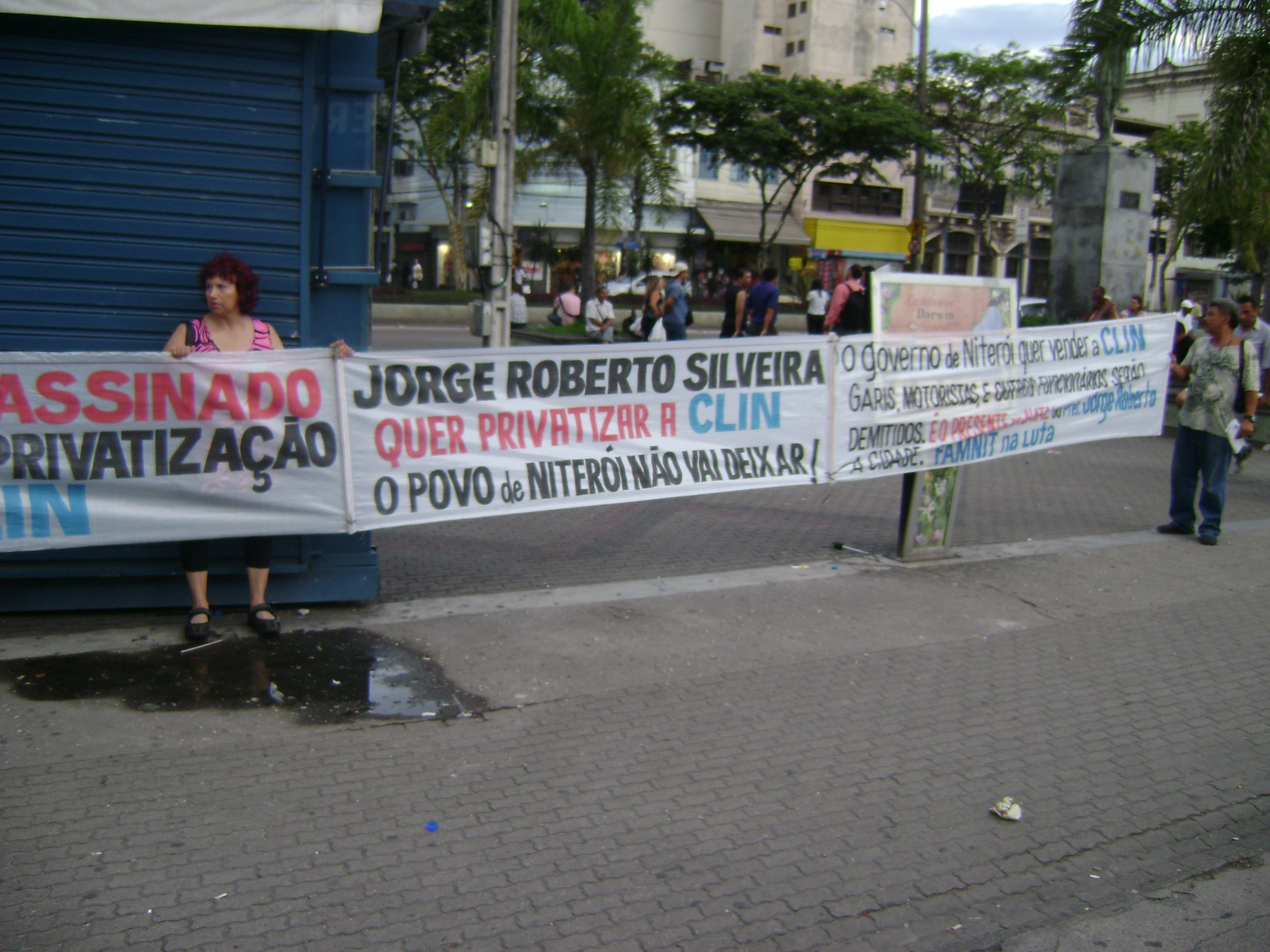
Manifesto contra a privatização da CLIN em Niterói

#### Balanço geral
As privatizações surgiram durante a ditadura militar, chegando ao auge durante a era FHC. No período de 1991 a maio de 2000, ocorreu no Brasil a privatização de 65 empresas e participações acionárias estatais federais nos seguintes setores: elétrico, petroquímico, de mineração, siderúrgico, portuário, financeiro, de informática e de malhas ferroviárias. Muitos Estados e Municípios foram compelidos pelo Governo Federal, mediante condicionamentos financeiros, a privatizar seus ativos; assim foram privatizados no Rio de Janeiro a Banerj na Paraíba a Paraiban e em São Paulo a Fepasa, a Telebrás e o Banespa, este último sob protestos do então governador Mário Covas.
Até 2001, o conjunto de privatizações, incluídas as empresas constantes do PND, o setor de telecomunicações e empresas estatais dos Estados, gerou receita total de 103,3 bilhões de reais, 85,2 bilhões de reais com a venda das empresas e 18 bilhões de reais em dívidas transferidas para os novos controladores. No Brasil se privatizou desde aeroportos, estradas, previdência do funcionalismo público, ensino superior, até reservas de petróleo.

### Privatizações na Alemanha
O governo alemão já tinha iniciado o processo de concessão pública desde 1983, mas só nos anos 90 que se intensificou a privatização de setores como indústria, elétrico, aeroportuário, habitacional, de crédito e saneamento básico, com o fim do comunismo na Alemanha Oriental. Também vendeu ações da Volkswagen, da VEBA (setor elétrico e indústria química) e da Deutsche Lufthansa (aviação).

### Privatizações no Reino Unido
O Reino Unido de Margaret Thatcher foi, logo após o Chile de Pinochet, uma das primeiras nações a adotar uma política de privatizações. Houve um grande sucesso na privatização dos setores de gás, eletricidade e telecomunicações. Algumas de suas experiências resultaram em fracasso, como, na área previdenciária, a que eliminou os benefícios previdenciários públicos governamentais e os substituiu por contas de poupança, geridas pela iniciativa privada. Isso porque os custos e riscos de manter contas de investimentos privados superam os lucros que eles podem ter. Na média as tarifas bancárias e taxas de administração podem reduzir o valor das pensões em 30% na aposentadoria. As instituições de poupança, que vendem esses planos privados, reconhecem esse fato.
A privatização das ferrovias britânicas, levada a efeito entre 1994 e 1997 por John Major, primeiro ministro que sucedeu Margaret Thatcher, do mesmo Partido Conservador, resultou num caos no serviço de transportes ferroviários britânico, e gerou custos substancialmente maiores em subsídios governamentais do que os incorridos antes da privatização. A privatização da distribuição de água gerou aumentos de tarifas de 100 a 200%, e vociferantes protestos da população britânica.
O programa de privatizações de serviços públicos do Reino Unido fornece-nos amplas informações acerca das privatizações e de suas consequências. "Os resultados obtidos foram muito variados, indo desde um grande sucesso na privatização dos setores de gás, eletricidade e telecomunicações até um verdadeiro caos criado pelas privatizações das ferrovias britânicas e uma insatisfação pública generalizada em relação à privatização da distribuição de água".
O setor de distribuição de água é o exemplo mais próximo que existe da definição ideal de "monopólio natural" dos livros texto de economia. A infraestrutura necessária é especializada e cara. Sua duplicação por potenciais competidores teria custos proibitivos, o que impede que se possa contar com a competição normal para manter razoáveis os preços, e a qualidade do serviço prestado. No Reino Unido, "o principal resultado da privatização da distribuição de água foi um forte e vociferante descontentamento do público com as empresas privadas. As tarifas de água subiram de 100 a 200 por cento (simultaneamente o valor médio das ações das 25 empresas privatizadas de distribuição de água subiu 1000% em bolsa, ou seja, dez vezes)".
No Reino Unido, a comparação do desempenho das empresas privadas com o sistema anterior foi distorcida pela ocorrência de duas severas secas. As empresas privadas investiram na redução de vazamentos do sistema e na expansão da capacidade de distribuição. Uma melhora importante foi a redução de perdas por vazamentos.

### Privatizações na América Central e Caribe
A totalidade dos países da região da década de 70 em diante, com exceção da Costa Rica, tem praticado concessões públicas a empresas privadas.

#### Privatizações em Cuba
O governo cubano, em 2010, privatizou clínicas de estética e barbearias. Em 2014, privatizou a empresa pública de táxis. Atualmente o setor privado emprega 436 mil pessoas na Ilha.

### Privatização na Índia
O governo da Índia, na década de 90, privatizou a estatal de petróleo e gás ONGC, o setor de energia elétrica, do setor aeroportuário, o setor de turismo, de transportes e o de telecomunicações.

### Neoliberalismo no Chile
O Chile, quando da vitória de Pinochet, em 1973, adotou um plano de ação chamado de O Ladrilho — que fora preparado pelo candidato da direita, com o auxílio de um grupo de jovens economistas, chamados pela imprensa internacional da época de Chicago Boys, provenientes da Universidade de Chicago. Este documento continha os fundamentos do que depois viria a ser chamado de neoliberalismo, um movimento político-ideológico que adotou as privatizações de empresas estatais como uma de suas principais bandeiras. No Chile, a súbita privatização dos recursos hídricos resultou num alto grau de monopolização do suprimento de água pelas geradoras de energia elétrica, em detrimento do setor agrícola e do abastecimento das cidades que precisam pagar preços exorbitantes pela ampliação no fornecimento de água.

### Privatizações no continente africano
Na primeira metade da década de 1980 mais de 227 empresas foram privatizadas em toda a África. Três quartos dos quais foram localizados em apenas seis países, cinco dos quais estavam na África Ocidental (Costa do Marfim, Gâmbia, Guiné, Níger e Togo). Ao final de 1980, 12 dos 18 países francófonos tinham programas de empresas públicas no lugar. Entre 1988 e 1993, o governo nigeriano eliminou 55 empresas estatais de pequena escala (EPP). Em Gana, 159 empresas estatais foram vendidas ou liquidadas entre 1991 e 1995. No total, estima-se que 847 privatizações foram realizadas na África Ocidental entre 1980 e 1995.
O governo de Camarões concedeu licença para exploração de petróleo para a empresa francesa ELF. O Egito empreendeu privatização generalizada no governo do presidente Hosni Mubarak de empresas de tecelagem e serviços básicos, como saneamento básico. Depois de sua derrota na revolução de 2011, a associação das empresas recém-privatizadas com o capitalismo do antigo regime levou a pedidos de re-nacionalização.

### Privatizações na Tailândia
Durante a gestão Thaksin Shinawatra através de acordos com a ASEAN e a APEC, vendeu a estatal petrolífera PPT, medida criticada pela população. Posteriormente na gestão da Yingluck Shinawatra, ocorreu manifestações que colocaram a reestatização da empresa em pauta.

### Privatizações na Argentina
A YPF que foi a primeira estatal petrolífera do mundo foi privatizada por Menen em 1992. Posteriormente na gestão de Cristina Kirchner em 2012 por consequência de uma crise cambial, foi re-estatizada.

### Privatizações no México
Foi iniciado nos anos 90 um processo de desestatização da energia elétrica da extração, comercialização e refinamento do petróleo, o que gerou uma degradação das condições de trabalho e uma maior interferência da empresa na política latino-americana. Sendo o primeiro país a estatizar a produção de petróleo ao lado da Argentina, o governo terceirizou a extração e o refino, ficando apenas com a comercialização dos derivados.

### Privatizações no Oriente Médio e África Saariana
Apesar do islã condenar a privatização, uma série de governos de países de maioria islâmica tem praticado essa atividade. Os governos argelino e iemenita tem praticado concessões desde 2005 no setor de saneamento básico nas principais cidades do país enquanto países do golfo tem privatizado suas indústrias e setor aeroportuário. Em 2000, o governo sírio tem privatizado fazendas estatais e hidrelétricas ao largo do Rio Eufrates. O governo tunisino desde 1989 tem privatizado empresas de turismo, setores têxteis, materiais de construção, agro-negócio, telecomunicações, indústria e transportes, levando a encerrar o século XX com 44,5 milhões de dólares de receita pelos leilões.

#### Privatizações em Israel
O governo de Israel privatizou várias empresas nos anos 80, gerando monopólios.

#### Privatizações no Iraque
Emenda 39 estabeleceu o quadro para a privatização total no Iraque, com exceção de "extração primária" do petróleo, e permitiu que 100% de propriedade estrangeira de bens iraquianos. A lei do petróleo do Iraque é uma proposta de peça de legislação submetida ao Conselho de Representantes iraquiano em maio 2007.
O governo iraquiano ainda não chegou a um acordo sobre a lei. Em junho de 2008, o Ministério do Petróleo iraquiano anunciou planos para ir em frente com pequeno ou dois anos os contratos sem licitação para a Exxon Mobil, Shell, Total de e BP - uma vez que os parceiros da Companhia Petrolífera Iraquiana - junto com a Chevron e as empresas menores para fazer a manutenção do Iraque maiores campos. Estes planos foram cancelados em setembro porque as negociações tinham parado por tanto tempo que a obra não pôde ser concluída dentro do prazo, de acordo com o ministro do Petróleo iraquiano, Hussain al-Shahristani. Vários senadores dos Estados Unidos também havia criticado o acordo, argumentando que estava dificultando os esforços para aprovar a lei de hidrocarbonetos.
O governo de transição da Bremer apresentou valores próximos ao governo de George W. Bush, como o empresário indústria lobista Dan Amstutz, que estava encarregado de política agrícola no Iraque.

#### Privatizações na Turquia
O governo turco, desde o início da era Erdoğan tem ganho 10 bilhões com a arrecadação de dinheiro em rodadas de leilões de empresas estatais. O governo Erdogan também tem privatizado estradas e telefonia fixa.

#### Neoliberalismo no Irã
Apesar da constituinte do Irã restringir a privatização, 80% dos bens estatais já foram privatizados. O processo começou em 1989 com o primeiro-ministro Hashemi Rafsanjani.

##### GovernoMohammad Khatami
Durante seu governo, se reabriu a bolsa de valores de Teerã em 2004.

##### Governo Ahmadinejad
O primeiro-ministro massificou a privatização das indústrias do governo, justificando que elas não estavam competitivas e passou a emprestar dinheiro para empresas interessadas cobrirem os valores das licitações. Posteriormente, foi anunciado em 2010 um plano que tem como objetivo levantar 12,5 bilhões de dólares por meio da privatização de mais de 500 empresas estatais, inclusive no mercado de seguros.

### Privatização no Japão
Uma grande privatização em curso, da Japan Post, envolve o serviço postal japonês e o maior banco do mundo. Essa privatização, liderada por Junichiro Koizumi, iniciou-se em 2007, após gerações de debate. O processo de privatização é esperado para durar até 2017. Japan Post foi o maior empregador do país e um terço de todos os funcionários do governo japonês trabalhou para Japan Post. Japan Post foi muitas vezes dito ser o maior detentor de poupança pessoal no mundo. Japan Post foi pensado para ser ineficiente e uma fonte de corrupção. Em setembro de 2003, o primeiro-ministro Junichiro Koizumi gabinete 's propôs dividir Japan Post em quatro empresas distintas: um banco, uma companhia de seguros, uma empresa de serviço postal, e uma quarta empresa para lidar com os correios como lojas de varejo de outros três. Após a Câmara Alta rejeitou a privatização, Koizumi programado eleições nacionais para 11 de setembro de 2005. Ele declarou que a eleição seja um referendo sobre a privatização postal. Koizumi posteriormente ganhou esta eleição, ganhando a necessária maioria absoluta e um mandato para a reforma, e em outubro de 2005, a lei foi aprovada a privatização do Japan Post, em 2007.

### Privatizações no Sudeste Asiático
De acordo com o último relatório do Ministério das Finanças do Vietnã sobre a reestruturação de empresas estatais, até o final do ano de 2013, 6.376 empresas estatais tinham sido reestruturadas.
Cinqüenta e sete por cento delas foram privatizadas, dezesseis por cento foram transformados em sociedades anônimas uni nominais, seis por cento foram vendidos, enquanto 405 empresas foram dissolvidas e as outras foram reestruturadas de diferentes maneiras, incluindo fusões.
O Ministério das Finanças disse que a maioria das empresas tornou-se mais saudável devido à reestruturação. Entre 3576 empresas que foram reestruturadas, 85 por cento têm maior volume de negócios, quase 90 por cento viram seus lucros aumentarem, e 86 por cento têm contribuído com maiores valores para o orçamento do Estado.
No Camboja, o governo de Hun Sen privatizou metade das terras do país para estrangeiros, apesar dessas terras serem de refugiados que fugiram do Khmer Vermelho.

### Privatizações nos Estados Unidos
O governo Obama começou a fazer concessões de exploração do mercado de ensino, criando as chamadas escolas Chater. O governo americano também começou a terceirizar a espionagem pela internet, pelo menos desde a era Bush. O governo também tem privatizado prisões e o serviço postal. Durante o governo Clinton, se privatizou os bancos Fannie Mae e Freddie Mac, além do sistema de transporte e parquímetros de estacionamento.

### Privatizações na Europa Mediterrânea

#### Privatizações na Península Ibérica
Manifestações intensas em reação ao neoliberalismo implantado pela União Europeia e a corrupção ocorreram na Espanha.
Em Portugal, durante os anos 80, sob a direção do governo de Aníbal Cavaco Silva, se privatizou o Banco de Portugal durante a Revolução de Abril após se ter uma revisão da constituição portuguesa em 1982. No século XXI, as privatizações chegaram ao auge com medidas da União Europeia a favor de leilões de estatais de saneamento de água, do transporte aéreo e do serviço de correios. Em 1997 se privatizou a EDP. Ainda em 2014, se privatizou completamente a RN e a EGF.

#### Privatizações na antiga Iugoslávia e Albânia
Em 2002, o governo da Sérvia privatizou a sua estatal de produtos farmacêuticos. O governo bósnio em 1999 distribuiu ações de empresas estatais entre seus cidadãos para pagar as indenizações de guerra. Na Albânia no mesmo ano se privatizou a empresa de telecomunicações AMC). Em 2012, o governo do Kosovo vendeu a empresa de telecomunicações PTK. Em 2014, o governo sérvio privatizou o setor elétrico.

#### Privatizações na Itália e região dos Alpes
Em 1993, a ENI foi privatizada durante os governos de Carlo Azeglio Ciampi e Giuliano Amato. Ainda na década de 90, se privatizou a ENEL e a IRI. Nos anos 2010, se privatizou durante o governo Silvio Berluscone o grupo estatal Fintecna, que controla os estaleiros Fincantieri, a seguradora Sace e a empresa de prestação de serviços às empresas italianas no exterior Simset. Durante o governo de Matteo Renzi, prosseguiram-se com as privatizações como no caso da antiga estatal Post Italiane. O governo da Áustria também aderiu a esta política pública e tem vendido 2 montanhas na fronteira com a Itália.

#### Privatizações na Grécia
Seguindo exigência do auxílio do Banco Central Europeu, o governo grego desde 2012 tem executado uma série de rodadas de privatizações. O governo grego também tem vendido ilhas para empresas de turismo de luxo.

#### Privatizações na França
A Revolução Francesa na era jacobina privatizou as terras confiscadas da Igreja. Sob o governo de Jacques Chirac, se decidiu que o status de propriedade estatal da empresa foi prejudicial para o seu crescimento, e Renault foi privatizada em 1996. Esta nova liberdade permitiu que a empresa se aventurar mais uma vez para a Europa Oriental e América do Sul, incluindo uma nova fábrica no Brasil e melhorias para a infra-estrutura em Argentina e Turquia. Em 2004, o governo francês privatizou a France Telecom, (atual Orange).

### Privatizações na Rússia, ex-repúblicas soviéticas e Leste Europeu

#### Rússia
O primeiro projeto de transição para uma economia de mercado, através da privatização em massa de propriedade do Estado, foi proposta no âmbito dos 500 dias, desenvolvido em 1990 por um grupo de economistas liderada por Stanislav Shatalina. Em particular, a 1 de Setembro de 1990, os "500 dias" e 20 projetos de leis foram elaboradas, aprovado pelo Conselho Supremo da Rússia e submetido ao Soviete Supremo da URSS. No nível federal, no entanto, o programa foi rejeitado. 24 de dezembro de 1990, após a lei da Federação Russa N 443-1 «Na propriedade no RSFSR" na Rússia foi legalizada a propriedade privada. Há (artigo 25), foi consagrado na lei o conceito de privatização como a transferência de propriedade estatal ou municipal para a propriedade privada.
3 de julho de 1991 aprovou uma lei federal "Sobre a privatização de empresas estatais e municipais na Federação da Rússia", segundo a qual a privatização da propriedade estatal organizada pelo Comitê Estadual da Federação da Rússia sobre a Gestão do Patrimônio do Estado (GKI Rússia). Em novembro de 1991, o presidente da Comissão de Propriedade do Estado foi nomeado Anatoly Chubais.
A Privatização tem sido contraditória. O formato da privatização foi em grande parte o resultado de um compromisso entre o Governo e o Conselho Superior, tendo em conta a adotada em diferentes momentos do estatuto e os interesses dos vários grupos de interesse. Embora Gaidar e Chubais não eram originalmente partidários do vale-privatização, oferecendo a abandoná-lo em favor da privatização gradual por dinheiro. No entanto, a Lei da Rússia "Na privatização de empresas estaduais e municipais" 3 de junho de 1991, desde usando privatização privatização contas registradas. A desvantagem desta solução foi a sua vulnerabilidade à corrupção: tendo em conta o direito de preferência para adquirir os trabalhadores das empresas de suas ações, diretores, usando a pressão sobre os trabalhadores teria ampla oportunidade de assumir o controle das empresas. Como um compromisso entre a posição do Conselho Supremo e cheques do governo foram anônimos (que se aproxima de esquema de privatização do mercado), o direito coletivo de emprego e os direitos do consumidor.
No entanto, os ideólogos da privatização têm observado repetidamente que a emissão rápida de vales foi, precisamente, para que limite a capacidade de "diretores vermelhas" em lobby e privatização ainda mais rentável para eles esquemas. Em novembro de 2004, Anatoly Chubais, em entrevista ao Financial Times, disse: "Os líderes comunistas tinham enorme poder - político, administrativo, financeiro... tivemos de se livrar deles, mas nós não temos tempo para isso. C não foi por meses, e os dias". A Quantidade de dinheiro que foi para que o governo era cerca de 1,85% da receita do orçamento federal. O chefe do ministério da privatização afirmou que "subestimou os preços de privatização, mas não havia escolha, pois as eleições estavam chegando em 1996 e se não adiantasse os leilões, os comunistas iriam ganhar e seria a última eleição livre da Rússia". Atualmente 80% dos russos lamentam a privatização. O prêmio Nobel Joseph Stiglitz, afirmou que que existiu um papel que os americanos exerceram na corrupção da Rússia veladamente por conta da privatização.
Embora variante a 25% do capital foi transferido para o pessoal de graça, limitado a 20 por pessoa, o salário mínimo levou ao fato de que, na prática, essa proporção caiu para 10% ou menos. Além disso, os funcionários da empresa (e da força de trabalho e gestão de montado) normalmente têm medo de perder o controle sobre a empresa, e procurou manter o controle acionário em suas mãos. Em conexão com isso, 70-80% das empresas escolheram a opção 2, deixando-os 51% das ações, enquanto a popularidade de opções 1 e 3 foram significativamente menores (21% e 1%, respectivamente). Em abril de 1992, o primeiro leilão das empresas de comércio, doméstico da Rússia foi efetuado em Nizhny Novgorod. e Gaidar e Chubais saíram vencedores da licitação. Em 1 de novembro de 1994, 70% da economia foi privatizada.
Desde novembro de 1991, uma fase de privatização acelerada. Foi com base no Decreto No.341 do presidente da Federação Russa de 1991/12/29, aprovou o "Resumo do programa de privatização de empresas estaduais e municipais, em 1992". Em junho de 1992, o Soviete Supremo da Federação Russa foi aprovado pelo Programa Estadual de Desestatização para 1992, que definiu as formas possíveis para a privatização das empresas, dependendo do seu tamanho.
A maioria das pessoas vale-se, portanto, a maioria das ações ferida sendo adquirida pela gestão das empresas, não via privatização, e estas empresas ganharam com isto. Embora a legislação privatização inicial da Rússia atraiu amplo apoio popular dado sua promessa de distribuir a riqueza nacional entre os funcionários públicos e comuns gerais das empresas privatizadas, eventualmente, o público se sentiu enganado.
A privatização do setor de petróleo foi regulamentada pelo Decreto Presidencial № 1403 aprovado em 17 de novembro de 1992. Empresas verticalmente integradas foram criadas juntando algumas empresas e refinarias produtoras de petróleo em sociedades por ações aberta. A partir de 1994 muitos ex-companhias petrolíferas estatais foram privatizadas. Essa privatização foi parcial porque o governo federal tem obtido posições acionárias em diversas empresas e também reteve o controle total sobre o transporte de petróleo para os mercados mundiais lucrativos.
Em dezembro de 2010 o presidente russo, Dmitry Medvedev ordenou governos regionais para decidir sobre a privatização de ativos não essenciais até julho de 2011. Arkady Dvorkovich, em seguida, um assessor econômico do Kremlin, disse privatizações regionais poderiam ascender a vários milhares de milhões de rublos em 2011, e as autoridades regionais deve priorizar a venda de empresas de serviços públicos, instituições financeiras, de produção e ativos de transporte e os meios de comunicação.
Em maio de 2012, depois de se tornar primeiro-ministro, Medvedev disse que a Rússia deve cumprir o seu programa de privatizações, independentemente da volatilidade do mercado.
Depois de uma sessão do Fórum Econômico Mundial, em outubro de 2012, Medvedev disse: "É vital para o nosso país para continuar o curso para a privatização". Ele ressaltou que tinha assegurado participantes na sessão do Fórum Econômico Mundial, que "não quer ver uma economia totalmente controlada pelo Estado". Em outubro 2010, o governo russo aprovou um plano para privatizar a uma ampla gama de propriedade do estado de energia para agricultura e bancário para o transporte.

#### Ucrânia
Durante os anos 90, o governo da Ucrânia vendeu sua participação no setor energético e em 2012 vendeu sua estatal de mineração além de outros setores estratégicos.

#### Países Bálticos

##### Estônia
O processo de privatização da Estônia foi iniciado com a promulgação da Lei de Pequena Escala Privatização de 13 dezembro de 1990, que lançou as bases para uma reforma mais geral dos direitos de propriedade. O enquadramento legal para a privatização de grandes empresas foi, em vez traçada em 1992, com a promulgação da Lei de Privatização. As maiores empresas privatizadas foram a Porto Tallinn, Estônia Telecom e empresas que cuidavam de aeroportos, ferrovias e o setor energético. Se privatizou a Eesti Telekom (Estonian Telecom) no início de 1999 junto da privatização da parte de transporte de passageiros de Eesti Raudtee (Estónia Railways), que havia sido desmembrada para uma empresa separada. Em julho de 2000, o Banco da Estónia (o banco central) vendeu sua 50,4 por cento de participação no Banco Optiva a empresa finlandesa Sampo Finance Ltd. Em 2001, a principal companhia ferroviária da Estónia foi vendida para um consórcio internacional. No entanto, a venda das plantas Narva de energia para uma empresa dos EUA entrou em colapso, e as renovações das plantas será financiada através de empréstimos internacionais a longo prazo e um empréstimo do BIRD por Estonian Energy, uma empresa pública. O PIB teve uma queda inicial em 1991 e 1992 de respectivamente 14% e 15%.
Na área de serviços públicos, a maior operação foi a venda de 50 por cento dos Tallina Vesi, uma empresa que fornece serviços de água aos clientes em Tallinn, por cerca de EUA $ 83 milhões para o grupo International Water. Outras operações consideráveis incluído Tartu Keskkatlamaja, a concessionária de energia municipalizada da cidade de Tartu, vendido para EUA $ 12,62 milhões para AS Kotka Energy Holding; a venda total de AS Läänemaa Elektrivõrk, para EUA e US$ 5 milhões para a Finlândia IVO Energia SA; as vendas de 49 por cento dos AS Narva Elektrivõrk, para EUA US $ 4 milhões a um consórcio Estonian-americano. No setor de energia, a venda de 100 por cento do Esoil.

##### Lituânia
A primeira rodada de privatização na Lituânia foi lançado em setembro de 1991. Propriedade do Estado foi vendida através de vales de investimento que foram distribuídos a todos os cidadãos lituanos (privatização em massa). Durante a primeira fase de privatização, 5.714 empresas estatais foram vendidas por 3,4 mil milhões de litas. Quase todas as pequenas empresas e cerca de 60 por cento das empresas industriais inicialmente foram privatizadas através do regime voucher. A primeira fase de privatização, na Lituânia também compreendeu a venda de apartamentos para os inquilinos, os cidadãos da Lituânia. Os vales de privatização foram aceitas como pagamento de 80% do preço. Uma parte significativa do processo de privatização em massa foi concluído no sector agrícola. Cerca de 1.160 empresas estatais, anteriormente conhecido como "kolchozes", foram privatizadas no âmbito da Lei sobre a privatização das empresas agrícolas. A segunda fase de privatização iniciado em julho de 1995, quando o Parlamento aprovou a Lei sobre a privatização da estatal e de propriedade municipal. A segunda fase foi diferente da primeira, em que e propriedade municipal foi vendido por dinheiro para pessoas singulares e coletivas em condições de mercado e em que os investidores locais e estrangeiros tinham direitos iguais na privatização da estatal e de propriedade municipal estatal. A venda de terras começou em 2001.
O Fundo de Propriedade do Estado, criado em 1998, é responsável pela realização de privatização da propriedade estatal. A Comissão de Privatização, que é responsável perante o Parlamento da Lituânia, é acusado de supervisionar a privatização da propriedade estatal e municipal, bem como aprovar os programas de privatização e transações. Os municípios podem privatizar bens municipais por conta própria, para o qual o conselho municipal deve estabelecer uma comissão de privatização para desempenhar as funções. Municípios, no entanto, também pode delegar essas funções para o Fundo Estatal de Propriedade. O processo de privatização é regido pela Lei de Privatização da estatal e de propriedade municipal e uma série de regulamentos relacionados com a privatização. É apoiado pelo FMI crédito stand-by e do Banco Mundial Segundo Empréstimo para Ajuste Estrutural.
Até o final da primeira fase, 88% do total dos ativos colocados à venda haviam sido privatizadas. Em 1998, uma participação de 60 por cento no Lietuvos Telekomas foi vendida para um consórcio de sueca Telia e a finlandesa Sonera por US$ 550 milhões, o maior negócio da privatização até o momento. A partir do final de 2001, um total de 2.605 empresas estatais e outras entidades tinham sido vendidos para um total de 4,15 bilhões LTL ($ 1,2 bilhão). Entre os acordos de privatização mais significativos em 2000 e 2001 foram a venda de 81 por cento das ações da petrolífera explorar e produtora Geonafta, a venda de mais 25 por cento da empresa Telecom Lituânia por uma oferta pública na Lituânia e internacional, e a venda para a empresa Estoniana Hansabank (por sua vez detida pela Swedish Swedbank) da Caixa Econômica lituano. Em 2002, os investidores alemães compraram um terço das ações da Lietuvos Dujos, o utilitário gás Lituânia, e a Lituânia Banco Agrícola foi vendido para o alemão Norddeutsche Landesbank, completando, assim, a privatização do sector bancário. Se privatizou a Akemenes Cementas de construção civil e a Kaunas State Confectionary de alimentos.
Na área de transporte marítimo, três operações significativas devem ser relatados: a privatização de serviços Vesttrans (50 por cento para os EUA $ 130 milhões); a venda de 90 por cento do Klaipeda Stevedoring Co para EUA $ 50 milhões a um consórcio local liderado por Viachema; e a venda de LISCO (76 por cento para os EUA $ 47,60 milhões) em 2001. A breve mas aguda crise política e institucional vivido pelo país neste período de dois anos levou ao adiamento de numerosos privatizações anunciadas. No verão de 2001, a chegada ao governo dos pós-comunistas do Partido Social Democrata Lituânia (LSDP) não alterou o impulso básico da política econômica, em parte devido à importância dada à conclusão do processo de adesão à União Europeia. Com relação aos desinvestimentos, o objetivo estabelecido pelo "Política Geral de Privatização da estatal de propriedade" de 2002 foi a de completar a privatização da propriedade estatal, garantindo abertura e transparência do processo.
No entanto, apesar do fato de que o novo executivo efetivamente continuou o programa de transferência de pequenas e médias atividades e imóveis, as vendas importantes foram transferidos de volta. O Fundo Lituânia de Propriedade do Estado informou para o período de janeiro a maio de 2004, a venda de 263 propriedades com receitas totais de EUA $ 101 milhões, 109 empresas estatais para os EUA $ 70 milhões, e outras sociedades e empresas detidas por comunidades locais para EUA $ 31 milhões.

##### Letônia
A privatização da propriedade estatal e municipal da Letônia começou em meados de 1991 com a adoção dos principais princípios da transformação da propriedade estatal. Privatização em massa começou com a introdução de certificados de privatização, em novembro de 1992. O número de certificados que cada requerente tinha direito a era dependente do tempo de residência na Letónia, cidadania e pedidos de restituição contra a propriedade. Com a exceção de pequena escala privatização, quando um 70 por cento estimado de todas as pequenas empresas foram transformados em entidades privadas até o final de 1993, o processo de privatização durante 1991-1993 prosseguiu a um ritmo lento. A situação mudou após a criação da Agência de Desestatização em 1994, que tornou-se o único responsável por implementar a privatização.
A estatal sem fins lucrativos letão Agência de Desestatização (LPA), criado em 22 de abril de 1994, é o principal executor das privatizações de empresas estatais e de propriedade estatal na Letónia. É governado pelo Conselho de Administração nomeado pelo Conselho de Ministros. LPA deve ser liquidada após o processo de privatização esteja concluída. As Comissões Municipais de propriedade de Privatização (regidos pela Lei de Comissões Estaduais e Municipais de propriedade de Privatização) são responsáveis pela privatização da propriedade municipal.
Esquema de privatização da Letónia teve um início lento - http://www.imf.org/external/pubs/ft/fandd/2001/06/zile.htm - mas b y no final de 2000, 97 por cento de todos as empresas e as empresas estatais tinham sido propostas para a privatização, e mais de 1500 acordos de privatização tinha sido assinado. O processo de privatização foi recentemente ganhou impulso e da privatização das empresas está em fase de conclusão, mas algumas grandes empresas, como Ventspils Nafta, ainda estão em mãos do Estado. T ele alienação da Letônia Shipping Company (LASCO) está bem encaminhado. Tentativas anteriores para vender LASCO caiu por causa de divergências sobre preços e a intenção do Governo de manter a golden share. Privatização do Latvijas Gaze já foi concluído.

#### Eslováquia
Localizado no centro geográfico da Europa, Eslováquia ocupa cerca de 40% da área da antiga Federação da Checoslováquia. Ao contrário de Boêmia e Morávia (hoje pertencente à República Tcheca), que foram industrializados no início do século XX, o desenvolvimento industrial da Eslováquia era lento e limitado: em 1918, apenas 17,1 por cento da população activa estava empregada na indústria, enquanto que 60,4% trabalhavam na agricultura e silvicultura.
O fim da Segunda Guerra Mundial levou à fundação da República Popular da Checoslováquia em 1948. Agricultura foi coletivizada na Eslováquia agrária a partir de 1949, e a escolha foi feita para desenvolver a indústria pesada. Apesar da mecanização da agricultura, a produção agrícola diminuiu significativamente devido ao abandono do mundo rural, a eliminação dos kulaks e da oposição dos agricultores, com o resultado de que a produção ainda ficou atrás dos níveis pré-guerra em 1959. As profundas diferenças com Checa República em a organização da produção foram, portanto, elevado: mesmo que muitas indústrias de guerra foram posteriormente concentrada na Eslováquia (65% da produção nacional), a região permaneceu predominantemente agrícola (com 15% da população empregada no sector primário). Como resultado, os eslovacos plantas industriais foram fortemente dependente da energia e matérias-primas de outros países do COMECON.
Após a queda do comunismo, a escolha do governo central liderado por Vaklav Klaus em favor de Thatcher ao estilo "terapia de choque" penalizado a economia mais fraca Eslovaca, alimentando crescentes demandas para a soberania política plena. Além de líderes políticos eslovacos, a maioria dos observadores ocidentais também estavam convencidos de que um programa mais gradual de reformas teria sido mais adequado ao contexto econômico e social do país. Em 1 de Janeiro de 1993, o chamado "divórcio de veludo" (assim chamado para a natureza pacífica e consensual da separação) deu à luz uma Eslováquia independente.
Em total contraste com Praga, o primeiro governo do pós-comunista Vladimir Meciar escolheu políticas caracterizadas por planejamento centralizado e mantendo indústrias sob controle estatal. Em 1994, a contribuição do setor privado para o Produto Interno Bruto foi de apenas pouco mais de 58%.

### Privatizações na China
Em 1992, para tentar superar a decadência de cidades na costa, o governo chinês passou a privatizá-las. Em 1997, o governo chinês autorizou a privatização de quaisquer cidades chinesas se a administração local assim ensejar. Depois foram privatizadas empresas de crédito, transportes, energia e de meios de telecomunicação.
Entre os anos de 1995 a 2001, o número de empresas pertencentes ou controladas pelo Estado diminui de 1.2 milhões para 468 mil, e o número de empregos no setor estatal diminuiu de 36 milhões, de 59% para 32% do total de empregos urbanos.

## Efetividade e repercussão
Em alguns países essas vendas são polêmicas, pois setores da sociedade, apoiados por alguns economistas novo-keynesianos, como o "Prémio de Ciências Económicas" Joseph E. Stiglitz acreditam que essas privatizações podem se transformar numa simples "apropriação" das riquezas do Estado por alguns grupos privados privilegiados - que objetivam apenas obter lucro para si, nem sempre com isso aumentando o "bem-estar" da população ou a riqueza do país. O jornalista Elio Gaspari cunhou o neologismo privataria para designar pejorativamente as privatizações brasileiras. O debate entre os defensores das privatizações e seus opositores transcende em muito os limites da teoria econômica pura, enveredando frequentemente por discursos político-ideológicos ou partidários. O teorema de Sappington-Stiglitz "demonstra que um governo 'ideal' poderia atingir um maior nível de eficiência administrando diretamente uma empresa estatal do que privatizando-a."
Um dos argumentos contra a privatização é de que algumas empresas já são eficientes e geram lucros. Para exemplificar cita-se o fato de a Petrobras, a partir de 1 de dezembro de 2006, ter passado a compor o Índice de Sustentabilidade Empresarial da B3, um seleto grupo que elenca as 34 mais bem administradas empresas brasileiras. É também notório o pioneirismo e liderança mundial da Petrobras na pesquisa e exploração de petróleo em águas profundas. Apesar disso, seus resultados ficaram muito aquém de suas concorrentes internacionais, tendo uma queda de 17% do lucro no ano de 2007 em relação a 2006, o que, segundo a empresa, foi devido ao ajuste no plano de pensão dos funcionários e ao ajuste cambial. Ainda, a empresa caiu 3 posições no ranking mundial de rentabilidade e eficiência montado pela Petroleum International Weeklycom. Das dez principais empresas de petróleo do mundo, apenas quatro não registraram crescimento do lucro em 2007, apesar dos preços recordes do petróleo: a Petrobras, a mexicana Pemex, a venezuelana PDVSA e a russa Gazprom, sendo todas elas estatais. Já o Banco do Brasil apresentou lucro de 6,04 bilhões de reais em 2006. Em 2007, o lucro do Banco do Brasil caiu 16,3%, sendo de 5,1 bilhões. Em comparação o Bradesco aumentou seu lucro em 58,5%, o Santander em 48%, o Itaú aumentou em 96,66% e o Unibanco em 97%. Em contraste, a Caixa Econômica Federal cresceu 5,2%.
A respeito disso, os defensores do livre mercado argumentam que tanto a Petrobras como o Banco do Brasil são empresas de economia mista e não empresas publicas, pertencendo ao Governo apenas o seu controle acionário e, embora a Petrobras e o Banco do Brasil já fossem empresas eficientes e bem-sucedidas a nível mundial, nem todas as estatais brasileiras atingiram, ainda, esse nível de qualidade na sua gestão corporativa.
Em 2006, as empresas estatais federais do Brasil não privatizadas contribuíram, positivamente, com 2,38 bilhões de reais para a redução do déficit do governo central. A Petrobras cresceu 33% em 2006, chegando ao valor de mercado de R$ 230 bilhões. Em 2009 a Petrobras foi a segunda empresa mais lucrativa das Américas, atrás apenas da Exxon Mobil. Feito repetido em 2010, com uma alta de 17%.
Alguns setores apontam que esse número teria sido quase o dobro se o controle acionário da Vale ainda fosse detido pelo Tesouro Nacional do Brasil. No entanto os lucros da Companhia Vale do Rio Doce eram três vezes menores antes de sua privatização. Contribuiu para isso a alta de 123,5% no preço internacional do minério de ferro, ocorrida entre 2004 e 2006.. Atualmente, a Caixa de Previdência dos Funcionários do Banco do Brasil, detém 58,1% da Valepar S.A., controladora da Companhia Vale do Rio Doce. Esta por sua vez detém 52,70% das ações com direito a voto. O Estado Brasileiro, através do Banco Nacional de Desenvolvimento Econômico e Social, detém 6,71% das ações com direito a voto. Assim, é correto dizer que seu controle está não nas mãos do governo, mas ainda em mãos de trabalhadores brasileiros.
Setores que dão importância aos valores sociais argumentam que não se pode esquecer que a eficiência é só uma das facetas dessa questão. E o que importaria, em última análise, é saber qual seria o "real benefício" que a população de um país efetivamente obtém de uma determinada atividade econômica. Quanto a isto Friedman argumenta que:
(...)"Existem só quatro maneiras de uma pessoa gastar seu dinheiro. (…) Finalmente eu posso gastar o dinheiro dos outros com alguma outra pessoa. E se eu gasto o dinheiro de alguém com outro alguém, eu não me importo com o resultado. E isso é o Governo. E isso é cerca de 40% do PIB" (Milton Friedman).
Cita-se, como exemplo o Chile, que vendeu metade de suas minas de cobre. As minas administradas pelo governo do Chile têm-se revelado tão eficientes quanto as que foram vendidas, confirmando assim, na prática, as conclusões matemáticas comprovadas pelo teorema Sappington-Stiglitz.
Segundo Stiglitz, como uma parte dos lucros obtidos pelas minas vendidas às multinacionais é enviada ao exterior - sob forma de dividendos - enquanto os lucros das minas estatais são re-investidos no Chile, a população daquele país se beneficia muito mais das riquezas extraídas pelas minas ainda em poder do governo.
David Martimort e Stéphane Straub, acadêmicos da Institut Universitaire de France e Universidade Edinburgh, respectivamente, construíram um modelo estatístico para analisar como a propriedade publica e privada afetam políticos corruptos a fechar contratos paralelos com firmas. A conclusão final foi de que dependendo dos custos comparativos dos fundos públicos versus os custos crescentes dos serviços públicos, privatização implica mais investimento, mais eficiência, porém mais corrupção ainda.
Para os que esposaram as teses defendidas no Consenso de Washington, as privatizações foram consideradas um "marco na superação da 'ineficiência administrativa' em setores-chave como o telefônico, a mineração e os transportes". Para seus defensores, "as privatizações possibilitam um alívio para as contas públicas, ao mesmo tempo em que resultam na submissão das companhias às regras de mercado, consideradas pelos neoliberais superiores às da administração pública".

### Opinião pública
Enquanto a avaliação de privatização na América Latina pelos economistas é geralmente favorável, as pesquisas de opinião e protestos públicos em diversos países sugerem que a grande maioria dos cidadãos está insatisfeita ou tem visões negativas da privatização na região.
No início da década de 1990, a privatização era vista como um elixir que rejuvenesceria infraestruturas letárgicas e ineficientes e revitalizaria economias estagnadas. Na década passada, entretanto, a privatização foi vista de forma cética e hostil na América Latina. Pesquisas de opinião pública, revelaram uma crescente insatisfação com o modelo de privatizações. No ano de 2002, 90% dos argentinos, 80% dos chilenos, 78% dos bolivianos, 72% dos mexicanos, 70% dos nicaraguenses, 68% dos peruanos e 62% dos brasileiros pesquisados desaprovaram as privatizações.